# 张世泽 (元朝)
张世泽，元朝昌平人，張拔都的孙子，张忙古台的儿子。
张世泽袭为行军千户，跟随丞相伯颜南征，大小十余战，都有有功。跟随攻打广西。次年，攻克琼州、万州，拜为宣武将军、行军总管。不久，转任副万户，加明威将军。跟随镇南王脱欢攻打交趾，既还，再次准备南征，将校之前参与南征的，允许留下。一个将领叫脱欢的当行，得病不能前去，张世泽说：“我祖父以武勇称，我蒙其余泽，受到国家厚恩，当输忠王室，增光前人，岂能苟为自安。”力请代替他出征。回军后，人服其义。